# Interstate 59
Pour les articles homonymes, voir Route 59.
L'Interstate 59 (I-59) est une autoroute située dans le sud-est des États-Unis. Il s'agit d'une route allant du sud au nord sur 445,23 miles (716,53 km) depuis la jonction avec l'I-10 et l'I-12 à Slidell, Louisiane jusqu'à la jonction avec l'I-24 près de Wildwood, Géorgie.
L'autoroute relie la région métropolitaine de La Nouvelle-Orléans, Birmingham et Chattanooga, longeant l'ancienne US 11 sur l'entièreté de la distance. Environ le tiers du tracé (153 miles; 246 km) entre Meridian, Mississippi et Birmingham, Alabama, est en multiplex avec l'I-20.
L'I-59 est une autoroute à quatre voies sur la totalité de son tracé, à l'exception d'un segment dans la région de Birmingham qui passe à six voies.

## Description du tracé
|       | mi     | km     |
| ----- | ------ | ------ |
| LA    | 11.48  | 18.48  |
| MS    | 171.72 | 276.36 |
| AL    | 241.36 | 388.43 |
| GA    | 20.67  | 33.27  |
| Total | 445.23 | 716.53 |

### Louisiane
L'I-59 s'étend sur seulement 11,48 miles (18,48 km) en Louisiane. L'autoroute commence à un échangeur avec l'I-10 et l'I-12 au nord-est de Slidell. À partir de cet échangeur, il est possible de relier La Nouvelle-Orléans et Hammond de même que Bay St. Louis au Mississippi. Allant vers le nord, l'I-59 a deux sorties qui mènent à Pearl River, où un multiplex avec la US 11 débute. L'autoroute traverse le Marais de Honey Island pour atteindre la Rivière aux Perles, marquant la frontière entre la Louisiane et le Mississippi.

### Mississippi
Au Mississippi, l'I-59 continue le multiplex avec la US 11 et traverse des zones principalement rurales tout en contournant les villes de Picayune, Poplarville, Hattiesburg, Moselle, Ellisville, Laurel et Meridian.

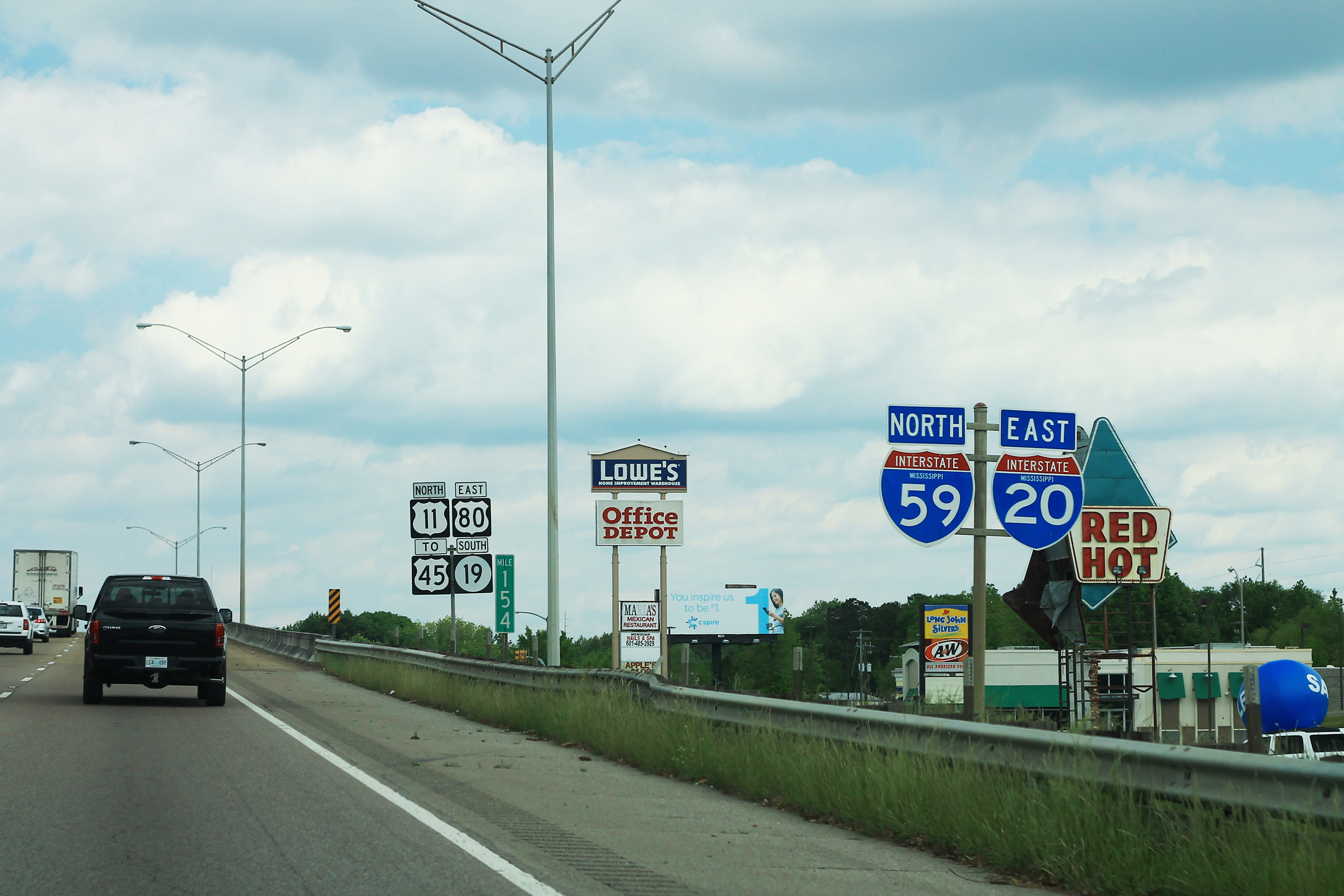
L'I-59 forme un multiplex avec l'I-20 au Mississippi

Durant son trajet au Mississippi, l'I-59 est soit en multiplex avec la US 11 ou suit cette dernière de près. Entre les villes de Pearl River et de Picayune, la US 11 est en multiplex avec l'I-59. L'autoroute formera également des multiplex avec la US 98 à Hattiesburg, avec la MS 42 au nord d'Hattiesburg, la US 84 et la MS 15 à Laurel, la US 80 / US 11 / MS 19 dans la région de Meridian.
Tout juste à l'ouest de Meridian, l'I-20 rejoint l'I-59 et les deux autoroutes partagent le même tracé pour 153 miles (246 km), traversant la frontière avec l'Alabama et se terminant à Birmingham. Les numéros de sorties sont ceux de l'I-59.

### Alabama

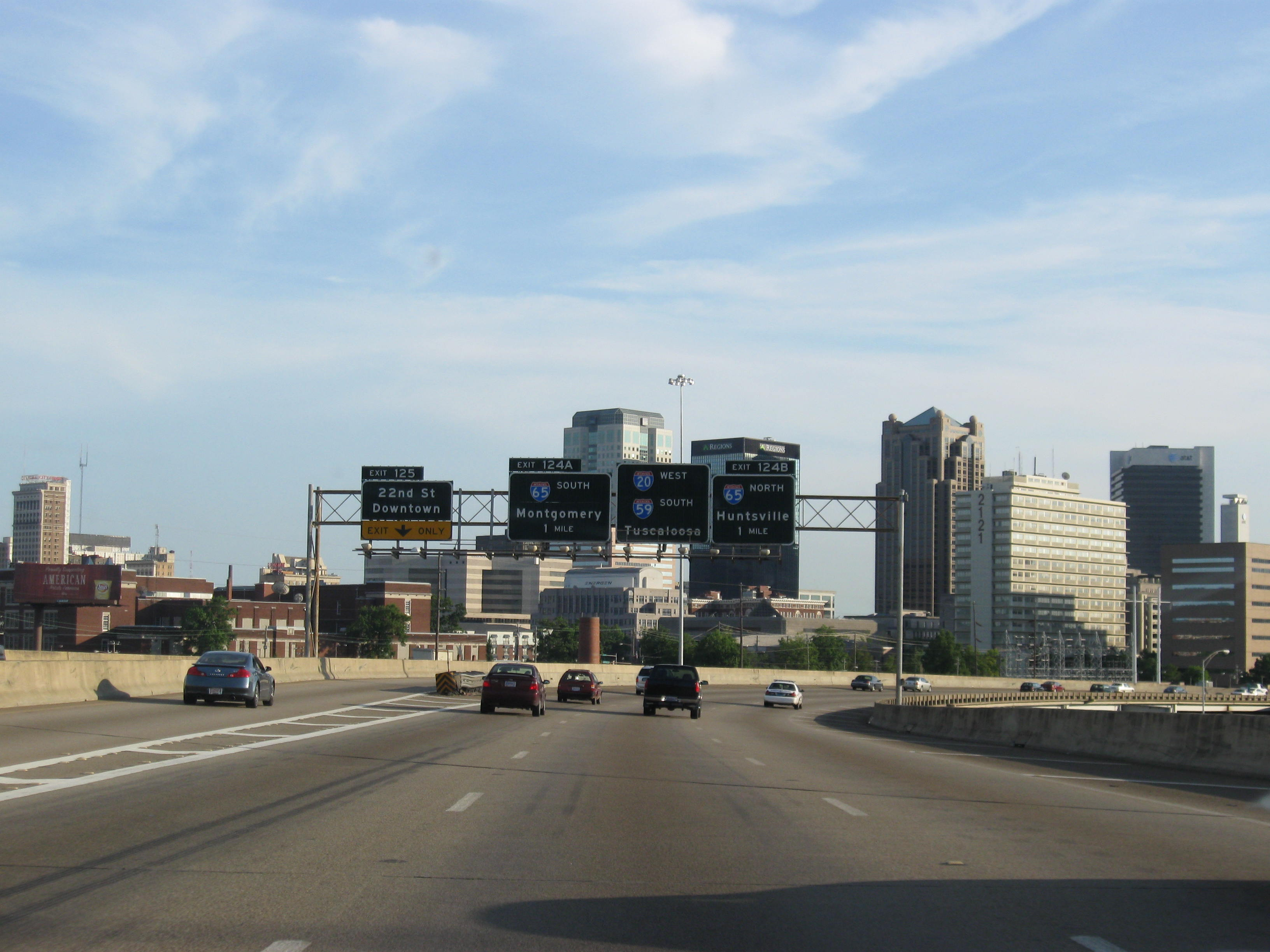
L'I59 / I-20 à l'approche de l'I-65 au centre-ville de Birmingham

L'I-59 et l'I-20 parcourent ensemble environ 40 % du trajet en Alabama, passant au nord-est de Tuscaloosa avant de se séparer à l'est de Birmingham.
À Birmingham, plusieurs accidents surviennent à l'échangeur entre l'I-59 et l'I-20. À partir de cet échangeur, surnommé "Malfunction Junction", l'I-59 continue son tracé vers le nord passant par Gadsden et Fort Payne aux pieds des Appalaches avant d'entrer en Géorgie.

### Géorgie
L'I-59 a un court tracé en Géorgie avec seulement trois sorties avant de se terminer à l'I-24, quelques miles à l'ouest de Chattanooga, Tennessee. L'entièreté de la route de l'I-59 en Géorgie se nomme Korean War Veterans Memorial Highway.

## Liste des sorties

### Louisiane
| Interstate 59           |              |       |       |        |                                                                | |
| Paroisse                | Municipalité | mi    | km    | Sortie | Intersections / Destinations                                   | Notes |
| Saint-Tammany           | Slidell      | 0,00  | 0,00  | 1      | I-10 – La Nouvelle-Orléans, Bay St. Louis I-12 ouest – Hammond | Terminus sud de l'I-59; terminus est de l'I-12; indiqué sortie 1A (I-12 ouest), 1B (I-10 est) et 1C (I-10 ouest); sortie 267 de l'I-10; sortie 85 de l'I-12 |
| Saint-Tammany           |              | 3,42  | 5,51  | 3      | US 11 sud / LA 1090 (en) sud – Pearl River                     | Terminus sud du multiplex avec US 11 |
| Saint-Tammany           | Pearl River  | 5,17  | 8,32  | 5A     | LA 3081 (en) – Pearl River                                     | |
| Saint-Tammany           |              | 6,26  | 10,08 | 5B     | Honey Island Swamp                                             | |
| Saint-Tammany           |              | 11,64 | 18,73 | 11     | Demi-tour de Pearl River                                       | |
| Saint-Tammany           |              | 12,06 | 19,41 |        | I-59 / US 11 nord – Hattiesburg                                | Continue au Mississippi |
| - Terminus de multiplex |              |       |       |        |                                                                | |

### Mississippi
| Interstate 59           |              |        |        |        |                                                                             | |
| Comté                   | Municipalité | mi     | km     | Sortie | Intersections / Destinations                                                | Notes |
| Pearl River             |              | 0,00   | 0,00   |        | I-59 / US 11 sud – La Nouvelle-Orléans                                      | Continue en Louisiane                                                                                             |
| Pearl River             |              | 0,50   | 0,80   | 1      | US 11 nord / MS 607 (en) sud – Nicholson, Centre spatial Stennis            | Terminus nord u multiplex avec US 11                                                                              |
| Pearl River             | Picayune     | 4,00   | 6,40   | 4      | MS 43 (en) sud – Picayune, Kiln                                             | Terminus sud du multiplex avec MS 43                                                                              |
| Pearl River             | Picayune     | 6,00   | 9,70   | 6      | MS 43 (en) nord – Picayune Nord                                             | Terminus nord du multiplex avec MS 43                                                                             |
| Pearl River             |              | 10,50  | 16,90  | 10     | Carriere                                                                    | |
| Pearl River             |              | 14,90  | 24,00  | 15     | McNeill                                                                     | |
| Pearl River             |              | 19,50  | 31,40  | 19     | Millard                                                                     | |
| Pearl River             |              | 26,70  | 43,00  | 27     | MS 53 (en) – Necaise, Poplarville                                           | |
| Pearl River             |              | 29,60  | 47,60  | 29     | MS 26 (en) – Poplarville, Wiggins                                           | |
| Pearl River             |              | 35,40  | 57,00  | 35     | Hillsdale Road                                                              | |
| Pearl River             | Lumberton    | 41,10  | 66,10  | 41     | MS 13 (en) – Lumberton                                                      | |
| Lamar                   | Purvis       | 51,30  | 82,60  | 51     | MS 589 (en) – Purvis                                                        | |
| Forrest                 |              | 58,60  | 94,30  | 59     | US 98 est – Lucedale, Mobile                                                | Terminus sud du multiplex avec US 98                                                                              |
| Forrest                 |              | 60,50  | 97,40  | 60     | US 11 – Hattiesburg                                                         | |
| Lamar                   | Hattiesburg  | 64,80  | 104,30 | 65     | US 98 ouest / Hardy Street – Columbia                                       | Terminus nord du multiplex avec US 98; indiqué sortie 65A (Hardy Street) et 65B (US 98) en direction nord         |
| Forrest                 | Hattiesburg  | 67,40  | 108,50 | 67     | US 49 / MS 42 (en) ouest – Hattiesburg, Jackson                             | Terminus sud du multiplex avec MS 42; indiqué sortie 67A (sud) et 67B (nord)                                      |
| Forrest                 | Hattiesburg  | 69,60  | 112,00 | 69     | MS 42 (en) est – Petal                                                      | Terminus nord du multiplex avec MS 42                                                                             |
| Forrest                 |              | 73,10  | 117,60 | 73     | Monroe Road                                                                 | |
| Jones                   |              | 75,60  | 121,70 | 76     | Aéroport régional de Laurel-Hattiesburg                                     | |
| Jones                   |              | 78,00  | 125,50 | 78     | Sanford Road                                                                | |
| Jones                   |              | 80,30  | 129,20 | 80     | Moselle                                                                     | |
| Jones                   |              | 85,60  | 137,80 | 85     | MS 590 (en) – Ellisville                                                    | |
| Jones                   | Ellisville   | 88,20  | 141,90 | 88     | MS 29 (en) / MS 588 (en) – Ellisville                                       | |
| Jones                   |              | 90,30  | 145,30 | 90     | US 11 (Ellisville Boulevard)                                                | |
| Jones                   | Laurel       | 92,90  | 149,50 | 93     | US 11 – Laurel                                                              | |
| Jones                   | Laurel       | 94,50  | 152,10 | 95     | US 84 ouest / MS 15 (en) nord (16th Avenue)                                 | Terminus sud du multiplex avec US 84 / MS 15; indiqué sortie 95A (sud) et 95B (nord)                              |
| Jones                   | Laurel       | 95,00  | 152,90 | 95C    | Beacon Street                                                               | |
| Jones                   | Laurel       | 95,60  | 153,90 | 96A    | 4th Avenue, Masonite Road                                                   | |
| Jones                   | Laurel       | 96,00  | 154,50 | 96B    | MS 15 (en) sud (Cook Avenue) – Richton                                      | Terminus nord du multiplex avec MS 15                                                                             |
| Jones                   | Laurel       | 96,80  | 155,80 | 97     | US 84 est (Chantilly Street) – Waynesboro                                   | Terminus nord du multiplex avec US 84                                                                             |
| Jones                   | Laurel       | 98,60  | 158,70 | 99     | US 11                                                                       | |
| Jones                   |              | 104,10 | 167,50 | 104    | Sandersville                                                                | |
| Jasper                  |              | 113,30 | 182,30 | 113    | MS 528 (en) – Heidelberg, Bay Springs                                       | |
| Jasper                  |              | 118,20 | 190,20 | 118    | Vossburg, Paulding                                                          | |
| Clarke                  |              | 125,90 | 202,60 | 126    | MS 18 (en) – Rose Hill, Pachuta                                             | |
| Clarke                  |              | 133,60 | 215,00 | 134    | MS 513 (en) – Enterprise, Rose Hill                                         | |
| Clarke                  |              | 136,80 | 220,20 | 137    | Enterprise Nord                                                             | |
| Lauderdale              |              | 141,60 | 227,90 | 142    | Savoy                                                                       | |
| Lauderdale              |              | 147,90 | 238,00 | 149    | I-20 ouest / US 80 ouest – Jackson                                          | Terminus sud du multiplex avec I-20 / US 80                                                                       |
| Lauderdale              | Meridian     | 149,90 | 241,20 | 150    | US 11 sud / MS 19 (en) nord – Aéroport de Meridian, Philadelphia            | Terminus sud du multiplex avec US 11 / MS 19                                                                      |
| Lauderdale              | Meridian     | 150,50 | 242,20 | 151    | Valley Road, 49th Avenue                                                    | |
| Lauderdale              | Meridian     | 151,40 | 243,70 | 152    | 29th Avenue                                                                 | |
| Lauderdale              | Meridian     | 152,80 | 245,90 | 153    | MS 145 (en) sud / 22nd Avenue – Quitman                                     | |
| Lauderdale              | Meridian     | 153,70 | 247,40 | 154    | US 11 nord / US 80 est / MS 19 (en) sud / MS 39 (en) nord – Butler, De Kalb | Terminus nord du multiplex avec US 11 / MS 19 / US 80; indiqué sortie 154A (sud) et 154B (nord) en direction nord |
| Lauderdale              | Meridian     | 155,40 | 250,10 | 156    | Jimmy Rodgers Parkway                                                       | |
| Lauderdale              | Meridian     | 156,50 | 251,90 | 157    | US 45 – Quitman, Macon                                                      | Indiqué sortie 157A (sud) et 157B (nord)                                                                          |
| Lauderdale              |              | 160,00 | 257,50 | 160    | Russell                                                                     | |
| Lauderdale              |              | 164,60 | 264,90 | 165    | Toomsuba                                                                    | |
| Lauderdale              |              | 168,20 | 270,70 | 169    | US 11 / US 80 – Kewanee                                                     | |
| Lauderdale              |              | 171,70 | 276,30 |        | I-59 nord / I-20 est – Birmingham                                           | Continue en Alabama                                                                                               |
| - Terminus de multiplex |              |        |        |        |                                                                             | |

### Alabama
| Interstate 59                                                  |              |        |        |        |                                                                        | |
| Comté                                                          | Municipalité | mi     | km     | Sortie | Intersections / Destinations                                           | Notes |
| Sumter                                                         |              | 0,00   | 0,00   |        | I-59 sud / I-20 ouest – Meridian                                       | Continue au Mississippi                                                                                         |
| Sumter                                                         |              | 0,80   | 1,29   | 1      | vers US 80 – Cuba, Demopolis                                           | |
| Sumter                                                         |              |        |        | 3      | I-85 nord – Montgomery                                                 | Échangeur proposé; futur terminus sud de l'I-85                                                                 |
| Sumter                                                         |              | 8,04   | 12,94  | 8      | SR 17 (en) – York                                                      | |
| Sumter                                                         |              | 17,06  | 27,45  | 17     | SR 28 (en) – Livingston, Boyd                                          | |
| Sumter                                                         |              | 23,14  | 27,24  | 23     | CR 20 – Gainesville, Epes                                              | |
| Greene                                                         |              | 32,23  | 51,87  | 32     | Boligee                                                                | |
| Greene                                                         |              | 40,77  | 65,61  | 40     | SR 14 (en) – Aliceville, Eutaw                                         | |
| Greene                                                         |              | 45,33  | 72,96  | 45     | CR 208 – Union                                                         | |
| Greene                                                         |              | 52,24  | 84,08  | 52     | US 11 / US 43 – Knoxville                                              | |
| Tuscaloosa                                                     |              | 62,47  | 100,53 | 62     | SR 300 (en) – Fosters                                                  | |
| Tuscaloosa                                                     | Tuscaloosa   | 68,03  | 109,49 | 68     | Northport Tuscaloosa Western Bypass                                    | |
| Tuscaloosa                                                     | Tuscaloosa   | 71,37  | 114,85 | 71     | I-359 nord / SR 69 (en) – Tuscaloosa, Moundville                       | Indiqué sortie 71A (sud) et 71B (nord); terminus sud de l'I-359; sortie 0 de l'I-359                            |
| Tuscaloosa                                                     | Tuscaloosa   | 73,00  | 117,49 | 73     | US 82 (McFarland Boulevard)                                            | |
| Tuscaloosa                                                     | Tuscaloosa   | 75,96  | 122,25 | 76     | US 11 (Skyland Boulevard)                                              | |
| Tuscaloosa                                                     | Tuscaloosa   | 77,10  | 124,08 | 77     | Buttermilk Road                                                        | |
| Tuscaloosa                                                     |              | 79,90  | 128,58 | 79     | US 11 – Coaling, Cottondale                                            | |
| Tuscaloosa                                                     |              | 86,30  | 138,88 | 86     | Brookwood, Vance                                                       | |
| Tuscaloosa                                                     |              | 89,25  | 143,64 | 89     | Mercedes Drive                                                         | |
| Tuscaloosa                                                     |              | 97,14  | 156,33 | 97     | US 11 sud / SR 5 (en) sud – West Bloccton, Centreville                 | Terminus sud du multiplex avec US 11 / SR 5                                                                     |
| Tuscaloosa                                                     |              | 100,29 | 161,40 | 100    | Abernant, Bucksville                                                   | |
| Jefferson                                                      |              | 104,16 | 167,62 | 104    | Rock Mountain Lake                                                     | |
| Jefferson                                                      |              | 106,20 | 170,91 | 106    | I-422 nord / I-459 nord – Gadsden, Montgomery, Atlanta                 | Échangeur proposé; sortie 0 de l'I-459 en direction sud; terminus sud de l'I-459; futur terminus sud de l'I-422 |
| Jefferson                                                      | Bessemer     | 108,40 | 174,45 | 108    | US 11 nord / SR 5 (en) nord                                            | Terminus nord du multiplex avec US 11 et SR 5                                                                   |
| Jefferson                                                      | Bessemer     | 110,02 | 177,06 | 110    | Splash Adventure Parkway                                               | |
| Jefferson                                                      | Bessemer     | 112,34 | 180,80 | 112    | 18th / 19th Street                                                     | |
| Jefferson                                                      | Bessemer     | 113,28 | 182,31 | 113    | 18th Avenue – Brighton                                                 | |
| Jefferson                                                      | Bessemer     | 115,52 | 185,91 | 115    | Allison-Bonnett Memorial Drive, Jaybird Road                           | |
| Jefferson                                                      | Fairfield    | 118,30 | 190,39 | 118    | Valley Road – Fairfield                                                | |
| Jefferson                                                      | Birmingham   | 119,03 | 191,55 | 119    | Lloyd Nolan Parkway                                                    | Indiqué sortie 119A en direction sud                                                                            |
| Jefferson                                                      | Birmingham   | 119,73 | 192,68 | 119B   | Avenue I                                                               | Sortie direction sud, entrée direction nord                                                                     |
| Jefferson                                                      | Birmingham   | 120,93 | 194,62 | 120    | SR 269 (en) (20th Street / Ensley Avenue)                              | |
| Jefferson                                                      | Birmingham   | 121,24 | 195,11 | 121    | Bush Boulevard                                                         | Sortie direction sud, entrée direction nord                                                                     |
| Jefferson                                                      | Birmingham   | 123,37 | 198,55 | 123    | SR 78 (en) (Arkdelphia Road) / SR 5 (en) – Jasper                      | |
| Jefferson                                                      | Birmingham   | 124,74 | 200,75 | 124    | I-65 – Montgomery, Huntsville                                          | Indiqué 124A (sud), 124B (nord) et 124C (I-65 nord); sortie 261B-C de l'I-65                                    |
| Jefferson                                                      | Birmingham   | 125,22 | 201,52 | 124C   | 17th Street – Centre-ville de Birmingham                               | Sortie en direction nord                                                                                        |
| Jefferson                                                      | Birmingham   | 125,64 | 202,20 | 125    | 22nd Street – Centre-ville de Birmingham                               | |
| Jefferson                                                      | Birmingham   | 126,24 | 203,16 | 126A   | US 31 (Carraway Boulevard / Elton B. Stephens Expressway) / US 280 est | |
| Jefferson                                                      | Birmingham   | 126,83 | 204,11 | 126B   | 31st Street Nord                                                       | |
| Jefferson                                                      | Birmingham   | 128,26 | 206,41 | 128    | SR 79 (en) (Tallapoosa Street)                                         | |
| Jefferson                                                      | Birmingham   | 129,62 | 208,61 | 129    | Airport Boulevard                                                      | |
| Jefferson                                                      | Birmingham   | 130,30 | 209,70 | 130    | I-20 est – Atlanta                                                     | Terminus nord du multiplex avec I-20                                                                            |
| Jefferson                                                      | Birmingham   | 131,80 | 212,11 | 131    | Oporto-Madrid Boulevard                                                | Sortie direction nord, entrée direction sud                                                                     |
| Jefferson                                                      | Birmingham   | 132,21 | 212,78 | 132    | US 11 (1st Avenue nord)                                                | Pas d'accès depuis I-59 nord vers US 11 sud, depuis US 11 sud vers I-59 nord, depuis US 11 nord vers I-59 sud   |
| Jefferson                                                      | Birmingham   | 133,81 | 215,35 | 133    | 4th Avenue sud                                                         | Sortie direction nord, entrée direction sud                                                                     |
| Jefferson                                                      | Birmingham   | 134,38 | 216,27 | 134    | Roebuck Parkway vers SR 75 (en) – Center Point, Tarrant, Oneonta       | |
| Jefferson                                                      | Trussville   | 137,20 | 220,81 | 137    | I-459 sud – Montgomery, Tuscaloosa, Atlanta                            | Terminus nord de l'I-459                                                                                        |
| Jefferson                                                      | Trussville   | 140,80 | 226,60 | 141    | Trussville, Pinson                                                     | |
| Jefferson                                                      |              | 143,65 | 231,18 | 143    | Deerfoot Parkway, Mount Olive Church Road                              | |
| Jefferson                                                      |              |        |        | 147    | I-422 sud                                                              | Échangeur proposé; futur terminus nord de l'I-422                                                               |
| Jefferson                                                      |              | 147,65 | 237,62 | 148    | Liles Lane vers US 11 – Argo                                           | |
| Saint Clair                                                    |              | 153,91 | 247,70 | 154    | SR 174 (en) – Odenville, Springville                                   | |
| Saint Clair                                                    |              | 156,18 | 251,34 | 156    | SR 23 (en) – Springville, Ashville, St Clair Springs                   | |
| Saint Clair                                                    |              | 166,32 | 267,67 | 166    | US 231 – Ashville, Oneonta                                             | |
| Saint Clair                                                    |              | 173,65 | 279,46 | 174    | Steele                                                                 | |
| Etowah                                                         | Attalla      | 181,29 | 291,76 | 181    | SR 77 (en) – Attalla, Rainbow City                                     | |
| Etowah                                                         | Attalla      | 182,06 | 292,99 | 182    | I-759 est – Gadsden                                                    | Terminus ouest de l'I-759                                                                                       |
| Etowah                                                         | Attalla      | 183,03 | 294,56 | 183    | US 278 / US 431 (5th Avenue) – Attalla, Gadsden                        | |
| Etowah                                                         | Gadsden      | 188,08 | 302,67 | 188    | SR 211 (en) vers US 11 – Noccalula Falls Park                          | |
| DeKalb                                                         |              | 205,15 | 330,15 | 205    | SR 68 (en) – Collinsville, Crossville                                  | |
| DeKalb                                                         |              | 218,65 | 351,89 | 218    | SR 35 (en) – Fort Payne, Rainsville                                    | |
| DeKalb                                                         |              | 222,15 | 357,52 | 222    | US 11 – Fort Payne                                                     | |
| DeKalb                                                         |              | 224,10 | 360,65 | 224    | 49th Street                                                            | |
| DeKalb                                                         |              | 231,42 | 372,43 | 231    | SR 40 (en) / SR 117 (en) – Valley Head, Hammondville                   | |
| DeKalb                                                         |              | 239,64 | 375,67 | 239    | Sulphur Springs Road vers US 11                                        | |
| DeKalb                                                         |              | 241,18 | 388,14 |        | I-59 nord – Chattanooga                                                | Continue en Géorgie                                                                                             |
| - Terminus de multiplex - Accès incomplet - Non-ouvert - Fermé |              |        |        |        |                                                                        | |

### Géorgie
| Interstate 59 |              |       |       |        |                                            |                                     |
| Comté         | Municipalité | mi    | km    | Sortie | Intersections / Destinations               | Notes                               |
| Dade          |              | 0,00  | 0,00  |        | I-59 sud – Birmingham                      | Continue en Alabama                 |
| Dade          |              | 4,10  | 6,60  | 4      | Rising Fawn                                |                                     |
| Dade          | Trenton      | 11,50 | 18,50 | 11     | SR 136 (en) (White Oak Gap Road) – Trenton |                                     |
| Dade          |              | 17,30 | 27,80 | 17     | Slygo Road – New England                   |                                     |
| Dade          |              | 19,50 | 31,40 | —      | I-24 – Nashville, Chattanooga              | Terminus nord; sortie 167 de l'I-24 |
|               |              |       |       |        |                                            |                                     |

## Autoroutes reliées

### Alabama
- Interstate 359
- Interstate 459
- Interstate 759